# Тахтаров, Илья Фёдорович
Илья Фёдорович Тахтаров (7 апреля 1913 — 23 июля 1978) — командир взвода 1164-го стрелкового полка 346-й Дебальцевской стрелковой дивизии 51-й армии 4-го Украинского фронта, старший лейтенант. Герой Советского Союза.

## Биография
Родился 7 апреля 1913 года в селе Богатырь ныне Великоновосёлковского района Донецкой области Украины. Работал на шахте в Донецкой области, был председателем колхоза в Темрюкском районе Краснодарского края.
В Красной Армии с 1936 года. Участник Великой Отечественной войны с апреля 1942 года. Сражался на 4-м Украинском фронте. Принимал участие в Сталинградской битве, в освобождении Донбасса и Крымского полуострова, в форсировании реки Молочной.
16 мая 1944 года за образцовое выполнение боевых заданий командования и проявленные при этом мужество и героизм старшему лейтенанту Тахтарову Илье Фёдоровичу присвоено звание Героя Советского Союза с вручением ордена Ленина и медали «Золотая Звезда».
С 1945 года капитан Тахтаров в запасе. Жил в городе Жданове (ныне — Мариуполь) Донецкой области, работал в управлении порта, на заводе Тяжелого машиностроения (ныне «Азовмаш»). Скончался 23 июля 1978 года.